# Barb Audiences
Barb Audiences (anteriormente Broadcasters' Audience Research Board) es la organización que compila las mediciones de audiencia y los niveles de rating televisivo en el Reino Unido. Fue creada en 1981 para reemplazar los dos sistemas anteriores en el que los niveles de rating de ITV eran compilados por JICTAR (Comité Conjunto de la Industria para la Investigación de Audiencias de Televisión), mientras que la BBC hacía su propia investigación de audiencia.
BARB es propiedad conjunta de BBC, ITV, Channel 4, Channel 5, Sky y el Instituto de Practicantes en Anuncios. Los espectadores participantes tienen una caja en la parte superior de sus televisores que rastrea los programas que miran.
En febrero de 2023, BARB cambió el nombre de su empresa a Barb Audiences Ltd (anteriormente Broadcasters' Audience Research Board).

## Negocio

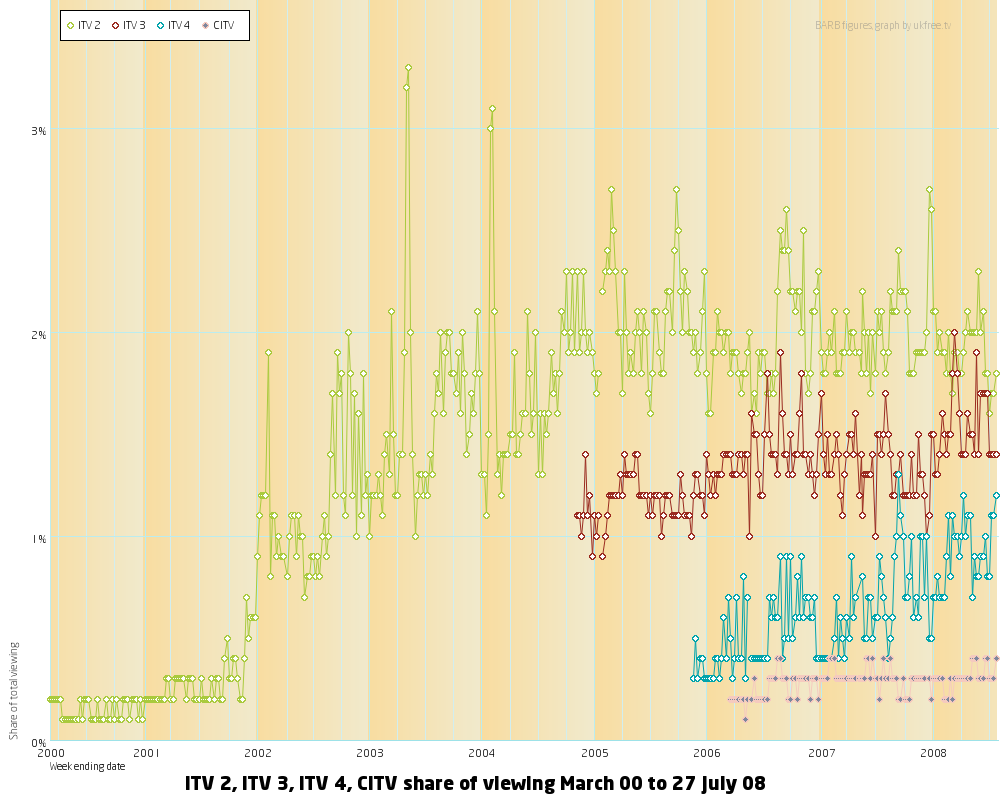
Cuota de visualización de canales digitales de ITV (2000–2008)

Actualmente, BARB tiene aproximadamente 5.100 hogares (equivalente a aproximadamente 12.000 personas) que participan en el panel. Esto significa que con una población total del Reino Unido de 65.648.100, según el censo de 2016, cada espectador con una caja de BARB sobre el televisor representa a más de 5.000 personas. La caja registra exactamente qué programas ven, y los panelistas indican quién está mirando el televisor en la habitación presionando un botón en un mando a distancia. Los datos se recopilan durante la noche y se publican como índices de audiencia nocturnos alrededor de las 9:30 de la mañana siguiente para que las utilicen las estaciones de televisión y la industria publicitaria. La semana siguiente, se publican las cifras finales, que son una combinación de las cifras de la noche a la mañana con las cifras de "time-shift" (personas que graban un programa y lo ven durante la semana). Para los programas desde el 15 de diciembre de 2014 en adelante, BARB ha comenzado a publicar cifras de audiencia por un período de 28 días después de la emisión original.
Los números de BARB son extremadamente importantes para las estaciones de televisión comerciales. El modelo comercial que utilizan las empresas de televisión y las agencias de publicidad depende del número de personas que ven los programas y del atractivo comercial de esas personas. La agencia de publicidad pagará a la estación de televisión una cierta cantidad de dinero en función del número de personas que vean un programa. Los números de BARB se utilizan para definir y resolver esto. Los números más altos de BARB generalmente significan más ingresos publicitarios para la estación de televisión.
Esto conduce a algunas situaciones interesantes en los canales más pequeños. Dado que hay muchas estaciones de televisión y muchas horas al día, puede haber situaciones en las que BARB registre cero espectadores para ciertos programas. Como el sistema de publicidad televisiva está orientado a los índices de audiencia BARB, todos los canales, menos los más pequeños, se suscriben a BARB.
BARB publica, entre otras cosas, los 10 mejores programas semanales, un resumen de visualización semanal de programas o el uso de géneros de programas.

## Recopilación de datos
Los contratos de investigación de BARB de 2010 se adjudicaron a tres empresas de investigación de mercado diferentes: RSMB, Ipsos MORI y Kantar Media. Los contratos se ejecutaron desde enero de 2010 hasta finales de 2015, con la opción de ampliarlos más.
RSMB es responsable del diseño de la encuesta, el control de calidad y la metodología de cálculo. La función de Ipsos MORI es estudiar las características de la población propietaria de los televisores, incluido un elemento de reclutamiento directo para el panel de espectadores. Kantar Media es responsable de establecer y mantener el nuevo panel de visualización BARB. Tiene un contrato separado que cubre la instalación del panel del medidor, la recuperación de datos, el procesamiento y las funciones de informes de audiencia.